# روزماري دونسمور
روزماري دونسمور هي ممثلة كندية، ولدت في 13 يوليو 1953 بإدمونتون في كندا. من الجوائز التي نالتها جائزة دورا مافور مور ‏.

## أعمال

### أفلام
- (1988) التؤام[3]
- (1990) توتال ريكول[4]
- (1993) نهاية مشوقة[5][6][7]
- (2009) اليتيمة[8]

## جوائز
- جائزة دورا مافور مور [الإنجليزية]‏

## وصلات خارجية
- روزماري دونسمور على موقع IMDb (الإنجليزية)
- روزماري دونسمور على موقع ألو سيني (الفرنسية)
- روزماري دونسمور على موقع أول موفي (الإنجليزية)
- روزماري دونسمور على موقع قاعدة بيانات الأفلام السويدية (السويدية)
- روزماري دونسمور على موقع قاعدة بيانات الفيلم (الإنجليزية)
- روزماري دونسمور على موقع كينوبويسك (الروسية)